# Dorthe

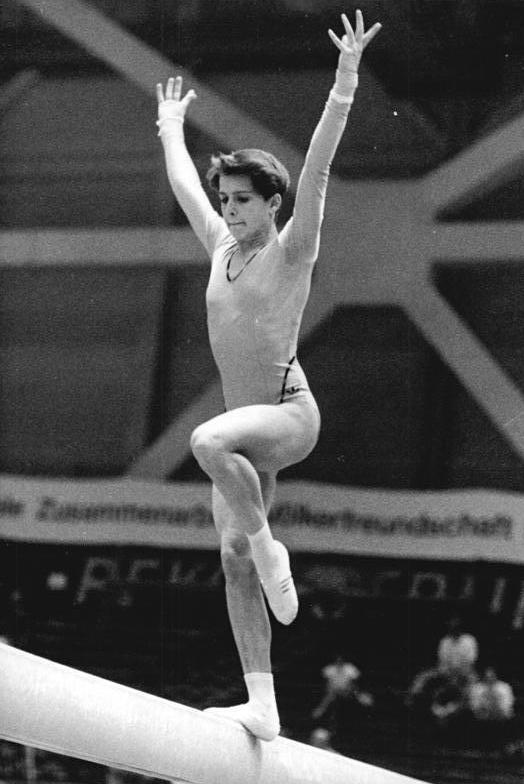
Dörte Thümmler, 1988.

Dorthe eller Dorte är ett förnamn som kommer från grekiska namnet Dorotea, vilket är sammansatt av orden 'doron' (gåva) och 'theo' (gud).
I lågtyskan förekommer även varianterna Dörte och Dörthe och i nederländskan även varianten Dortje.
Den 31 december 2014 fanns totalt 245 kvinnor folkbokförda i Sverige med namnet Dorthe eller Dorte, varav 178 bar det som tilltalsnamn.
Namnsdag: saknas

## Personer med namnet Dorthe eller Dorte
- Dorthe Andersen, dansk sångerska och programledare
- Dorthe Holm, dansk curlingspelare
- Dorte Karrebæk, dansk illustratör och författare
- Dorthe Kollo, dansk/tysk schlagersångerska, känd för låten: "Sind Sie der Graf von Luxemburg"
- Dorthe Tanderup, dansk handbollsspelare
- Dorte Wolfsberg, dansk friidrottare
- Dörte Thümmler, östtysk gymnast